# Craig Callahan
Craig Nicholas Callahan (Maquoketa, 26 maggio 1981) è un ex cestista statunitense naturalizzato italiano.
Era un'ala grande di 204 centimetri.

## Carriera
Dopo il college di North Carolina at Wilmington, parte per l'Europa dove gioca tra Germania, Spagna, Repubblica Ceca e Belgio.
Inizia in Boemia, giocando per il Mlekarna Kunin, poi si ferma per due stagioni al Prostejov. Il suo talento viene notato e firma un biennale al Basket Manresa, poi la sua carriera si ferma all'Basket Bremerhaven dove gioca dal 2008 al 2011, con una piccola parentesi in Belgio, al Mons-Hainaut.
Nel 2011, sfruttando l'acquisizione del passaporto di naturalizzato italiano, firma per il Basket Brindisi nel campionato di Legadue nel quale riesce a conquistare la promozione in Serie A.
Il 31 luglio 2012 firma per la Sigma Barcellona.
Il 14 agosto 2013 firma per la Scaligera Basket Verona.
Nella stagione 2014-2015 veste la maglia biancorossa della Pallacanestro Varese, mentre l'anno successivo gioca per la Virtus Roma.
Il 15 agosto 2016 firma con la Pallacanestro Cantù.

## Palmarès
- Legadue: 1
New Basket Brindisi: 2011-12
- Coppa Italia di Legadue: 1
 N.B. Brindisi: 2012